# 無資格調剤
無資格調剤（むしかくちょうざい）とは、一般的に薬剤師以外のものが、薬剤師の独占業務である調剤行為を行うことである。多くの場合違法であるが、一部例外ケースもある。

## 海外での無資格調剤
先進諸国では完全医薬分業制を敷いている国が多く調剤行為を行えるのは薬剤師である。調剤助手制度（ファーマシー・テクニシャン）がある国では薬剤師管理下であれば調剤助手も調剤は行えるため、薬剤師は管理職、調剤助手は実務と分業化されている。調剤助手の資格が無かったり条件から外れた場合は無資格調剤となる。

## 日本での無資格調剤

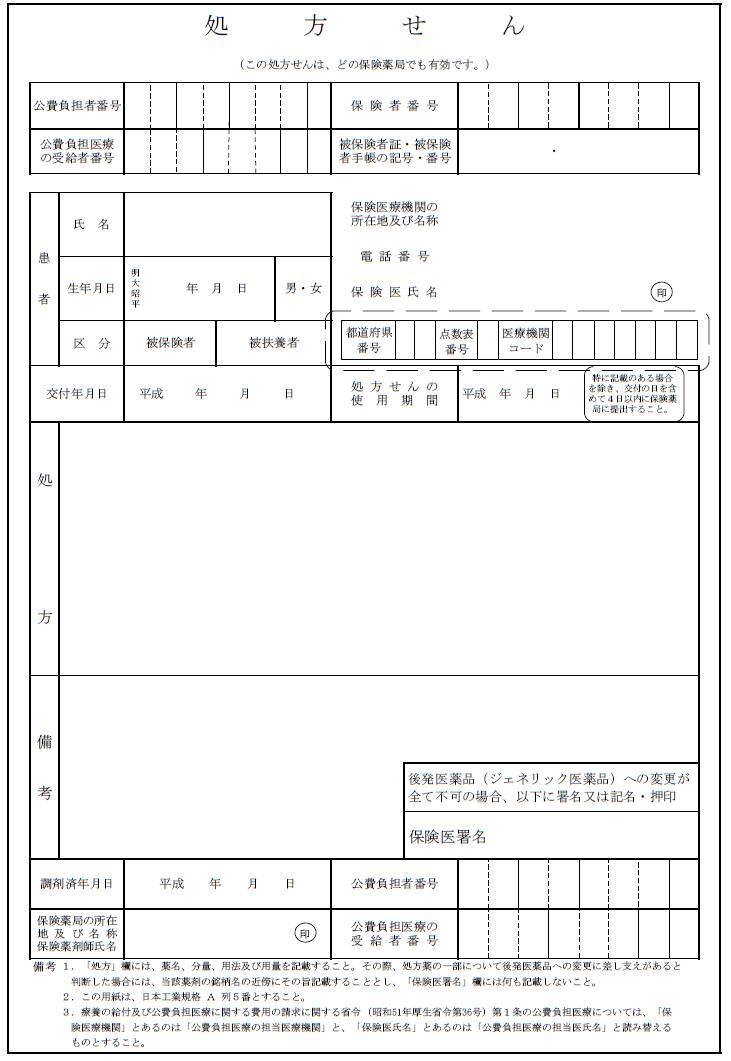
日本の処方箋。医師は、患者に対し治療上薬剤を調剤して投与する必要があると認めた場合には、患者又は現にその看護に当つている者に対して処方せんを交付しなければならない（医師法より）

日本では薬剤師法19条で調剤できる者が定められており、「薬剤師でない者は、販売又は授与の目的で調剤してはならない。」とされ、例外的に「医師若しくは歯科医師が次に掲げる場合において自己の処方せんにより自ら調剤するとき、又は獣医師が自己の処方せんにより自ら調剤するときは、この限りでない。一  患者又は現にその看護に当たつている者が特にその医師又は歯科医師から薬剤の交付を受けることを希望する旨を申し出た場合 、二　医師法 （昭和二十三年法律第二百一号）第二十二条 各号の場合又は歯科医師法 （昭和二十三年法律第二百二号）第二十一条 各号の場合 」と規定がある。
医師法の各号の場合とは以下のとおりである。医師は、患者に対し治療上薬剤を調剤して投与する必要があると認めた場合には、患者又は現にその看護に当つている者に対して処方せんを交付しなければならない。ただし、患者又は現にその看護に当つている者が処方せんの交付を必要としない旨を申し出た場合及び次の各号の一に該当する場合においては、この限りでない。
一  　暗示的効果を期待する場合において、処方せんを交付することがその目的の達成を妨げるおそれがある場合
二  　処方せんを交付することが診療又は疾病の予後について患者に不安を与え、その疾病の治療を困難にするおそれがある場合
三  　病状の短時間ごとの変化に即応して薬剤を投与する場合
四  　診断又は治療方法の決定していない場合
五  　治療上必要な応急の措置として薬剤を投与する場合
六  　安静を要する患者以外に薬剤の交付を受けることができる者がいない場合
七  　覚せい剤を投与する場合
八  　薬剤師が乗り組んでいない船舶内において薬剤を投与する場合
日本においては調剤助手は法制化されていないため、調剤に何が含まれるか明文化されていないものの以上のケース以外の一般的に調剤とみなされる少なくとも狭義の調剤行為は薬剤師以外が行うとたとえ他の医療資格があっても無資格調剤となる。
薬剤師法29条によると薬剤師法第19条の規定に違反した者は、三年以下の懲役若しくは百万円以下の罰金に処し、又はこれを併科するとなっていて、無資格調剤を行った場合罰せられる事がある。
日本薬剤師会は調剤に関して、処方せんを応需し、調製し、服薬指導を行い、患者に薬剤を交付し、処方箋や調剤録に記載すべき内容を記入するまでの一連の行為を調剤と捉え、薬剤師が実施すべき行為とする見解を示している。

### 厚生労働省の見解
1984年6月28日の衆議院社会労働委員会において厚生省の正木馨薬務局長は「調剤につきましては原則として薬剤師がやるわけでございますが、薬剤師が調剤する場合も、薬剤師自身が絶対やらなければならない本質的部分と補助者にやらせるもの、それから医師がみずから調剤をするとき、医師自身がやらなければならぬ場合と補助者にやらせる場合、それは全く同一でございます」「医師であれ薬剤師であれ、先生の言われました服薬指導といったようなもの、その本質的部分は薬剤師なり医師がきちっとやっていただかなければいかぬ、それを包括的に薬袋の記入などをさせるということはあってはならない～」という答弁をしている。
また通知において無資格者の調剤行為に対しては、1997年（平成9年）12月2日に「医師または歯科医師が処方せんを発行した場合の調剤行為は、薬剤師法第19条及び同法第23条で医師または歯科医師が自己の処方せんにより自ら調剤を行う他は、薬剤師が行わなければならない」と言う通知を出している。
その後2015年に無資格調剤報道が相次いだ事により「薬剤師以外の者が軟膏剤の混合を行っていた事案が明らかとなりましたが、当該事案を含め、少なくともこうした軟膏剤、水剤、散剤等の医薬品を薬剤師以外の者が直接計量、混合する行為は、たとえ薬剤師による途中の確認行為があったとしても同条への違反に該当するとともに、医薬品、医療機器等の品質、有効性及び安全性の確保等に関する法律（昭和35 年法律第145 号）第8条（管理者の義務）、第9条（薬局開設者の遵守事項）等への違反につながる行為」との通知を日本薬剤師会や日本病院薬剤師会に出している。
2019年（平成31年）4月2日、厚生労働省は、「調剤業務のあり方について」（薬生総発0402第1号）を都道府県などに発出した。非薬剤師でも可能な調剤業務の概要は：
1. 調剤に最終的な責任を有する薬剤師の指示のもと、目が届く限度の範囲で、患者に危害の及ぶ範囲のない、機械的な作業
2. PTPシート等の計数調剤
3. 軟膏剤・水剤・散剤等の直接計量と混合は薬剤師法第19条に違反するため不可、ただし調剤機器の活用を妨げるものではない
4. 納品された医薬品を棚に収める、調剤済みの薬剤をお薬カレンダーや配薬カート等に入れる
5. 先に薬剤師が服薬指導等を行った上で、患者居宅等に調剤済み薬剤を郵送等する
6. 薬局開設者は組織内統制を確保し、法令順守体制を整備するため、必要な研修の実施等を行う

具体的な業務については情報通信技術（ICT）を活用するものも含め、有識者の意見を聴き、さらに整理を行い、別途通知するとしている。

### 病院や診療所における無資格調剤
病院や診療所（クリニック）では、本来調剤権を持たない看護師や事務員による無資格調剤が行われている場合がある。2015年には、医院長の医師と事務員が、薬剤師法違反で書類送検された例もある。
病院には、薬剤師を雇用する義務がある。1998年（平成10年）11月より、入院患者数と外来患者に係る取扱処方せん数（原則として、入院患者の数70に1人、外来患者に係る取扱処方せんの数75に1人）が標準とされた。
医療法施行規則(昭和23年厚生省令第50号)第6条の6において、「病院又は医師が常時3人以上勤務する診療所に専属の薬剤師を置くこと」とされ、さらに医療法第18条ただし書において、「病院又は診療所所在地の都道府県知事の許可を受けた場合は、この限りでない。」とされている。常勤する医師の人数が少ない診療所では薬剤師が雇用されていないため、薬剤師法により、診療所で院内処方を行う場合は処方した医師本人が調剤する必要がある。
日本医師会は診療所の無資格調剤の存在を認めた上で、医師の指示があれば問題ないとの主張をしている。ただし、この主張を裏付ける明確な法律条文は存在していないため、あくまで業界団体の一主張にすぎない。
調剤作業の技術は短期間で取得できても、相互作用や薬剤の特性、副作用情報など薬剤師が専門とする調剤知識は、短期間では習得できず、資格によって担保される訳では無いので、医療安全上危険な場合がある。日本薬剤師会は、日本医師会の発言に対して「調剤は少なくとも薬剤師の仕事」とし、医師会副会長の発言内の調剤の認識に対して「誤解が生じている」と反論している。
コメディカルの業務は、医師の指示があったからといって、診療の補助として、全ての医療行為を行うことができるわけではないので、「医師の指導があれば可能」という説明には無理があり、薬剤師法に違反すると解釈される可能性が高い。
実際、昭和47年4月10日参議院予算委員会において、斎藤昇厚生大臣は薬剤師法第19条に関する質問に「医師みづからは、やはりみづからであって監督権はございません。」と答弁している。昭和59年6月28日の衆議院社会労働委員会においても、厚生省の正木馨薬務局長は答弁で、昭和47年の大臣答弁の方針に変わりないとしている。

### 薬局における無資格調剤
2002年に無資格者に調剤をやらせていたとして薬局経営者が逮捕されている。2015年に大手薬局において事務員が調剤していたとする無資格調剤事例が報道され厚生労働省が聴取を行なった。また品川区は同年４月、薬剤師資格がない事務員が無資格調剤を行っていたとして区内の薬局に対し業務停止処分をだしている。2017年7月にも小田原市の薬局で薬剤師不在のもとでの無資格調剤が発覚し神奈川県より業務停止命令を受けている。また2017年11月にも神戸市北区の薬局でも無資格調剤が発覚し近畿厚生局より指定取消相当処分がなされている。
前述の通り厚生労働省は、「調剤業務のあり方について」（薬生総発0402第1号）を都道府県などに発出したが、この通知を理解せず無資格調剤を行った事例も発生している。 大阪府は2024年7月29日、府内の薬局を業務停止期間18日間とした。報道によると、前述の通知では、薬剤師以外の者が軟膏剤、水剤、散剤等の医薬品を直接計量、混合する行為は、たとえ薬剤師による途中の確認行為があったとしても、引き続き、薬剤師法第19条に違反すると明記されているが、管理薬剤師は理解不足のまま直接計量混合する業務を無資格者に行わせていた。

### 医師による無資格調剤
医師は例外的に調剤が認められている部分があるが、薬剤師法19条および医師法22条、歯科医師法21条、獣医師法18条の規定から逸脱した調剤、例えば同僚医師が診断し投薬が発生した場合の調剤などは、医師であっても無資格調剤となる。
また薬剤師法および医師法において医師が調剤できると条文に明記されているのは、自己の処方せんで自ら行う場合であり、医師存在下の他の職種の調剤について国会で昭和47年斎藤昇厚生大臣は薬剤師法第19条に関する質問に「医師みづからはやはりみづからであって監督権はございません。」と答弁している。

### 看護師等による調剤行為
調剤の定義が曖昧なため議論がある。保健師助産師看護師法 37条は、主治の医師又は歯科医師の指示があれば、看護師などが医薬品を授与し、医薬品について指示をする事を認めているため、病棟等で薬剤の説明を行い患者に薬剤を授与することは可能である。しかしながら、薬剤を量り、分け、混ぜるという昔から調剤と一般的に認識され行われてきた行為は少なくとも薬剤師法の調剤に当たると解釈される事が一般的であり、看護師がミキシングなどの薬剤を量り、分け、混ぜる行為を行ったり、診療所等で錠剤を日数分に切り分けたりする行為は無資格調剤となる場合がある。分割しないような予薬は薬剤師の専権ではないと解釈される。
入院中の患者は、その医師から薬剤の交付を受けることを希望する旨を申し出ているとみなした上で、医師が行う調剤を、医師の指示に基づいて「診療の補助」として看護師が「ミキシング＝調剤」を行っている、と解釈している。しかし、看護師などは医師の指示があったからといって、診療の補助として全ての医行為を行うことができるわけではないので薬剤師法に違反すると解釈される。その他のコメディカルに対しても同じ事が言える。
病院では病棟等に薬剤師を配置したり院内処方をする診療所でも薬剤師を雇用するなどして法令順守に努める事が行われている。

### 薬学生による調剤行為
薬剤師養成のための6年制カリキュラムにおいて11週間ずつの病院と薬局での実習が定められている。厚生労働省は、薬剤師の資格を欠く薬学生の行為が適法と解釈されるためには、患者の同意はもとより、実務実習の目的の正当性および実務実習における薬学生の行為の相当性が厳格に確保され、運用されなければならないとしており、患者の同意がある事、目的の正当性、行為の相当性の条件を満たすようにとしている。同意に関しては掲示による包括的なものでも可能としており、目的の正当性は質の高い薬剤師の養成を目指す教育上の観点から、正当な目的を持つものと考えることができるとの見解を示している。行為の相当性に関しては1つ目に実務実習を行う薬学生の資質の確認としてCBTとOSCEの試験に合格する事としている。2つ目は入施設側の薬剤師が十分な指導・監督を行うに必要な資質を有していることとしていて、3つ目に実務実習に係わる患者、医療従事者及び薬学生に対する保障体制の整備として保険の加入と学生の健康診断をし必要な条件だと当該者が意識することとしている。これらの条件を満たして初めて調剤行為が行う事ができる。

## 無資格調剤と調剤助手の導入
アメリカやイギリスでは専門学校等を卒業した調剤技師（Pharmacy technician、テクニシャン）や調剤助手（Pharmacy assistant）が、薬剤師の管理指導下行う処方箋調剤は、無資格調剤にならない。
調剤助手が存在する事で薬剤師は患者との対話に時間を割いたり、専門的な論文を読むなど薬の専門家としての時間を十分に確保することができる。日本でも、資格を持たない者が調剤を行うのではなく一定レベルのトレーニングを受けた調剤助手を合法化する事で、薬を集めるなどの狭義の調剤作業を薬剤師以外が行えるようにするべきだとする議論がある。
これに対しては様々な意見が出されている。日本でも単に人件費削減ではなく、薬剤師がより専門性の高い業務を行うためのものであるならば、専門的なトレーニングを受けた者に調剤助手の資格を与え薬剤師管理下において調剤を行う制度を導入する事に賛成とする意見がある。また、薬剤師の時間が増える事で地域患者への踏み込んだ医療補助・健康サポート業務の責務化を担う事ができると言う意見もある。
一方、法整備面の課題や薬剤師の役割、仕事の奪い合いになるのではないかと言った意見などさまざまな理由から反対する立場を示す意見もあり、日本においては賛否の意見が分かれている。